# 하드 디스크 플래터

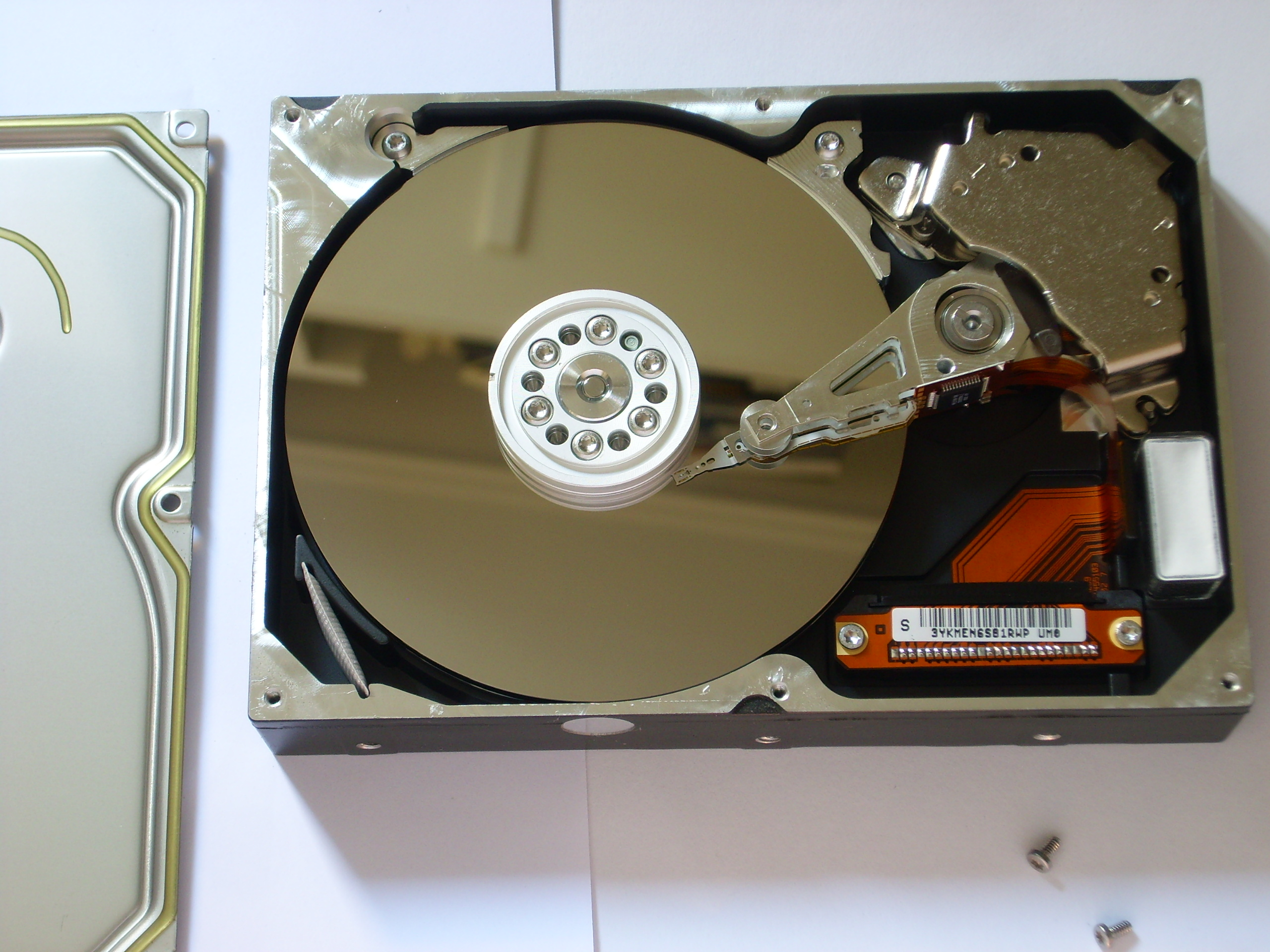
플래터가 있는 하드 디스크의 모습.

하드 디스크 드라이브 플래터(영어: hard disk drive platter)는 하드 디스크에서 데이터가 저장되는 원판(圓板: 원형 금속판)을 말한다. 플래터의 장당 용량은 기록 밀도가 높아질수록 커질 뿐만 아니라, 같은 용량의 데이터를 입출력 하더라도 헤드가 적게 움직이므로 하드 디스크의 입출력 속도에도 영향을 미친다. 또한 플래터의 회전 속도는 하드 디스크의 반응 속도에 영향을 미친다.
대용량의 하드 디스크의 경우 여러 장의 플래터를 사용하기도 한다. 하지만 너무 많은 장수의 플래터를 장착하면 발열, 소음, 전력소모, 오작동 등의 문제가 발생하므로 여러장의 플래터를 사용해 고용량을 만드는 방법도 한계가 있다.

## 기록 방식

### 수직 기록 방식
수직 기록 방식((Perpendicular Magnetic Recording, PMR)은 데이터를 저장하는 자기 입자들을 플래터 표면에 수직 방향 배열함으로써 더 높은 데이터 밀도를 실현할 수 있어, 작은 면적으로도 더 큰 데이터를 저장 할 수 있으며, 오랜 시간이 지나도 자성이 안정되어 있어 수명이 길어 각광받고 있다.
하지만 수직으로 데이터를 기록할 때 생기는 문제인 자화 전이점(磁化 轉移點) 노이즈와 스파이크 노이즈를 해결하기 위해서는 단자극형(single-pole type) 기록 헤드를 사용하여 자기 기록층에 수직인 자계를 인가하여 기록하므로, 헤드의 구조가 더욱 복잡해진다.

### 수평 기록 방식
수평 기록 방식(Longitudinal Magnetic Recording, LMR)은 수직 기록 방식이 개발되기 이전에 사용하던 방식이다. 이 기록방식은 데이터를 저장하는 자기 입자들을 수평으로 배열하므로 만들기 쉽지만 데이터 밀도가 낮아 대용량을 실현하기가 어렵다는 단점이 있다.

## 플래터의 물리적 흠집
하드 디스크의 불량 섹터 등 오류는 흔히 플래터 에 발생한 물리적 흠집(스크래치 라고도 불린다)에 의해 발생한다.

## 같이 보기
- 하드 디스크